# حارة بيت جابر (صنعاء همدان)
حارة بيت جابر هي إحدى حارات حي الربع بضواحي صنعاء مديرية همدان، بلغ تعداد سكانها 498 نسمة حسب تعداد اليمن لعام 2004.